# Microcara testacea
Microcara testacea – gatunek chrząszcza z rodziny wyślizgowatych.

## Zasięg występowania
Występuje w Europie. Notowany w Austrii, na Białorusi, w Czechach, Danii, we Francji, w Hiszpanii na Litwie, Łotwie, w Niemczech, Polsce, zach. Rosji, Szwajcarii oraz na Węgrzech.
W Polsce występuje nielicznie i w rozproszeniu na terenie całego kraju, jedynie na Śląsku jest częstszy.

## Budowa ciała
Osiąga 3–6 mm długości. Przedplecze i pokrywy skrzydeł pokryte drobnymi włoskami.
Pokrywy, przedplecze i odnóża brązowo-pomarańczowe. W środkowej części przedplecza pojawia się zwykle nieostra, ciemna plama. Pierwsze trzy segmenty czułka pomarańczowobrązowe, reszta niemal czarna.

## Biologia i ekologia
Występuje na terenach porośniętych lasem, zacienionych w pobliżu zbiorników wodnych, na torfowiskachi bagnach. Spotykany na nizinach oraz w niższych położeniach górskich. W całym zasięgu występuje nielicznie.
Aktywny od połowy maja do lipca. larwy są saprofagami, zjadają również glony. Imago żywią się pyłkiem rośłin nadwodnych (np. turzyc).